# كيراتسيني
كيراتسيني: (باليونانية: Κερατσίνι)، (بالإنجليزية:Keratsini)، مدينة يونانية تقع في وسط جنوب البلاد ضمن منطقة أتيكا الإدارية، وهي تعتبر من ضواحي مدينة أثينا من الجهة الجنوبية الغربية.

## الموقع
تقع كيراتسيني في الجهة الجنوبية الغربية لأثينا وهي تتبع إدارياً مقاطعة بيرايوس ضمن أتيكا بحيث تبعد 4 كيلومترات عن مركز بيرايوس، تسيطر عليها من الشمال الشرقي صخور جبل إيغاليو، ومن الجنوب الغربي خليج ذرابيتسونا على بحر إيجة.

## متفرقات
- كانت المنطقة التي تقوم عليها مدينة كيراتسيني اليوم عبارة عن أراض زراعية حتى ثلاثينيات القرن العشرين حيث بدأت الهضة العمرانية للمدينة.
- أكثرية أراضي المدينة هي عبارة عن أحياء سكنية، مع منطقة صناعية من الجنوب.
- نادي كرة القدم في المدينة هو كيرتس ويلعب في دوري الدرجة الثالثة اليوناني.

## توأمة
لكيراتسيني اتفاقيات توأمة مع:
- بريشوف